# Luc ter Haar
Luc ter Haar (Zeewolde, december 1993) is een Nederlandse marathonschaatser met als grootste overwinning de Nederlandse titel 2024. Ter Haar staat bekend om zijn strategische en veerkrachtige race-aanpak en maakt deel uit van de ploeg Bouwselect / De Haan Westerhoff.

## Biografie
Luc ter Haar werd geboren in Zeewolde en zijn interesse in schaatsen kwam op jonge leeftijd tot bloei. Al snel werd duidelijk dat Ter Haar een talent was voor de sport, vooral voor de marathons. Van jongs af aan was Ter Haar een gedreven atleet. In tegenstelling tot veel van zijn leeftijdsgenoten, die vaak in de sprintrace uitblonken, vond hij zijn kracht in de langere afstanden. Het marathonschaatsen is een discipline die niet alleen fysieke kracht vereist, maar ook statisch inzicht. Dit was iets waar Ter Haar zich in begon te specialiseren. 
De professionele carrière in het marathonschaatsen begon door deel te nemen aan lokale en regionale wedstrijden. Ter Haar werd al snel opgemerkt door verschillende ploegen. Zijn prestaties in deze vroege jaren werden gekarakteriseerd door een opmerkelijke consistentie: Ter Haar was altijd in de buurt van de top, maar het leek vaak dat hij net niet in staat was om de uiteindelijke overwinning te behalen. 
Luc ter Haar zijn eerste en grootste overwinning uit zijn carrière was tijdens het Nederlands Kampioenschap Marathonschaatsen kunstijs op 1 januari 2024, waar hij de overwinning behaalde na een spannende race in de Elfstedenhal in Leeuwarden, dit was een keerpunt in zijn carrière. Ter Haar profiteerde van een valpartij die verschillende topfavorieten betrof, waaronder Harm Visser die het hele seizoen veel overwinningen behaalde en de topfavoriet was, en wist uiteindelijk de concurrenten te verslaan. In de laatste kilometers van de race, toen de race leek te eindigen in een massasprint, was het Ter Haar die zich het beste positioneerde en uiteindelijk de overwinning naar zich toe trok. De valpartij creëerde ruimte voor de mindere gezinde schaatsers om te winnen. Ter Haar die niet bekendstaat om zijn sprintcapaciteiten, maakte gebruik van zijn strategisch inzicht en zijn ervaring. Ter Haar sprong in de laatste meters naar voren en versloeg de concurrentie in de eindsprint. Dit leverde ook de felbegeerde rood-wit-blauwe trui op die Ter Haar heel 2024 mag dragen. 
Na deze overwinning is de toekomst van Ter Haar veelbelovend. Zijn overwinning op het NK kunstijs heeft hem in de schijnwerpers gezet als een van de sterkste marathonschaatsers van Nederland. Datzelfde seizoen weet Ter Haar zilver te winnen in de Marathon Cup 13 2024, Jaap Eden Trofee 2023 en de Marathon Cup Finale 2024. 
Het voorseizoen van 2024/2025 gaat Ter Haar voor het eerst sinds 2014 weer langebaanschaatsen op de klassieke afstanden, met succes want Ter Haar rijdt een persoonlijk record op de 3000 meter: 3:56,29. In het schaatsmarathonseizoen 2024/2025 wint Ter Haar zijn eerste Marathon Cup door in Heerenveen de Marathon Cup 4 2024 op zijn naam te schrijven. Tijdens de eerste editie van De Vier van Noord-Holland 2024 weet Ter Haar in Hoorn te winnen en zilver te pakken in De Vier van Noord-Holland Finale 2024. Dit was goed voor een derde plaats in het algemeen klassement.

## Persoonlijke records[3]
| Afstand    | Tijd    | Datum            | Baan       |
| ---------- | ------- | ---------------- | ---------- |
| 500 meter  | 38,21   | 26 december 2012 | Heerenveen |
| 1000 meter | 1.17,55 | 2 februari 2014  | Heerenveen |
| 1500 meter | 1.59,11 | 27 november 2011 | Heerenveen |
| 3000 meter | 3.56,29 | 5 oktober 2024   | Erfurt     |
| 5000 meter | 7.16,05 | 3 februari 2013  | Heerenveen |

## Resultaten op de langebaan
| Jaar | NK Afstanden  |
| ---- | ------------- |
| 2020 | 9e massastart |

## Resultaten marathonschaatsen

### 2023/2024
- Nederlandse kampioenschap marathonschaatsen kunstijs 2024

### 2024/2025
- 8e Marathon Cup 1; 52e Jaap Eden Trofee 2024
- 4e Marathon Cup 2: Ruiter Dakkapellen Marathon
- 5e Marathon Cup 3; Uithof Bokaal 2024
- Marathon Cup 4 2024
- 10e Marathon Cup 5; Jan van der Hoorn Schaatssport Marathon
- 4e Marathon Cup 6; Wokke Vastgoed Marathon
- 19e Marathon Cup 7; Royal A-Ware Marathon
- 5e Marathon Cup 8
- 9e De Vier van Noord-Holland 1
- De Vier van Noord-Holland 2
- 12e De Vier van Noord-Holland 3
- De Vier van Noord-Holland 4; finale

## Marathonploegen[4]
- 2024/2025: Bouwselect / De Haan Westerhoff
- 2023/2024: Bouwselect / De Haan Westerhoff
- 2022/2023: Bouwselect / Bouwpartners
- 2021/2022: Hoolwerf Heiwerken / AB Vakwerk
- 2020/2021: AB Vakwerk
- 2019/2020: AB Direct
- 2018/2019: AB Direct
- 2017/2018: Opleiding voor B&T
- 2016/2017: Team De Haan Westerhoff
- 2015/2016: Team De Haan Westerhoff
- 2014/2015: Adviesburo Harry de Wolff
- 2013/2014: Adviesburo Harry de Wolff